# Vyšné Kozie pleso
Vyšné Kozie pleso je ledovcové jezero v horní části Mlynické doliny ve Vysokých Tatrách na Slovensku. Je nejvýše položené ze skupiny Kozích ples. Má rozlohu 0,5120 ha. Je dlouhé 150 m a široké 75 m. Dosahuje maximální hloubky 3,3 m. Jeho objem činí 4667 m³. Leží v nadmořské výšce 2109 m.

## Okolí
Na východě svah stoupá k Baštovému sedlu. Na jihu je odděleno skalním práhem resp. hřebenem vycházejícím na západ z Veľké Capie veže od níže položeného Nižného Kozieho plesa. Na západě se zvedají stěny Štrbského štítu a na severu se nachází Mlynické sedlo a Hlinská veža. Okolí plesa je kamenité.

## Vodní režim
Pleso nemá povrchový přítok ani odtok a náleží k povodí potoka Mlynica. Rozměry jezera v průběhu času zachycuje tabulka:
| Rok     | Měření prováděl   | Rozloha ha | Délka m | Šířka m | Hloubka max.m | Objem m³ |
| ------- | ----------------- | ---------- | ------- | ------- | ------------- | -------- |
| 1961–67 | pracovníci TANAPu | 0,500      | 150     | 75      | 3,2           | [ 2 ]    |
| 2005    | Gregor, Pacl      | 0,5120     | [ 2 ]   | [ 2 ]   | 3,3           | 4667     |

## Přístup
Pleso není veřejnosti přístupné bez horského vůdce.